# 廣播道巴士總站
廣播道巴士總站（英語：Broadcast Drive Bus Terminus）是香港九龍城區九龍塘一個路邊巴士總站，位於廣播道近龍翔苑（政府高級公務員宿舍），即香港電台廣播大廈對面。現時有1條九巴路線服務該區一帶的居民。

## 總站路線資料（巴士）

### 九龍巴士208線
- 廣播道 ↔ 尖沙咀東

提供廣播道來往尖沙咀東的巴士服務，於1975年起投入服務，為現時唯一一條駛經廣播道的專利巴士路線，亦是九巴現時唯一一條仍然提供服務至今之豪華巴士路線。

## 途經路線資料（小巴）

### 九龍區專線小巴13線
- 廣播道 ↔ 紅磡碼頭

### 九龍區專線小巴13A線
- 廣播道 ↔ 樂富站

### 九龍區專線小巴29A線
- 九龍塘站 ↺ 廣播道